# 月光の契り
「月光の契り」（げっこうのちぎり）は、妖精帝國の9作目のシングル。2009年5月27日にLantisからリリースされた。

## 解説
- 表題曲「月光の契り」は、テレビ朝日系アニメ『黒神 The Animation』後期エンディングテーマに使用されており、シングルとしては2年振りとなるタイアップ曲である。

## 収録曲
全曲 作詞：YUI、作曲・編曲：橘尭葉
1. 月光の契り
2. Simulacra
3. Sacrifice
4. 月光の契り (instrumental)